# Ernst von Althaus
Ernst Freiherr von Althaus (ur. 19 marca 1890 w Ketschendorf koło Coburga w Bawarii; zm. 29 listopada 1946 w Berlinie) – as lotnictwa niemieckiego Luftstreitkräfte z 9 zwycięstwami w I wojnie światowej. 

## Życiorys
Urodził się w miejscowości Ketschendorf koło Coburga (dziś: jego dzielnica). Był synem adiutanta księcia Sachsen-Coburg-Gotha. W wieku 16 lub 19 lat (w zależności od źródeł) zaciągnął się do 1 Królewskiego Saksońskiego Pułku Huzarów. W momencie wybuchu I wojny światowej razem z pułkiem został skierowany na front, gdzie wielokrotnie odznaczył się wielkim bohaterstwem i brawurą jako dowódca zwiadów. 
4 kwietnia 1915 roku został przeniesiony do Luftstreitkräfte a 6 sierpnia 1915 roku awansował na podporucznika. We wrześniu został przydzielony do FFA 23, później służył w FFA 32, KEK Vaux. W tej jednostce 3 grudnia 1915 r. odniósł swoje pierwsze zwycięstwo powietrzne. Do czerwca 1916 roku odniósł jeszcze 7 zwycięstw i został odznaczony Orderem Rodu Hohenzollernów, a 21 lipca Pour le Mérite. 
4 marca 1917 roku został przeniesiony do Jagdstaffel 14, ale już 6 lipca Manfred von Richthofen wybrał go na dowódcę jednostki Jagdstaffel 10, która weszła w skład Jagdgeschwader 1. W tym czasie odniósł swoje 9 i ostatnie zwycięstwo. Obowiązki dowódcy pełnił do końca lipca. Z powodu choroby oczu przekazał dowództwo Wernerowi Vossowi, a sam został przydzielony na dowódcę Jastaschule No. II
W końcu 1918 roku powrócił do czynnej służby i 15 października 1918 roku dostał się do niewoli, w której przebywał do września 1919 roku.
Po wojnie został prawnikiem. W 1937 roku prawie całkowicie utracił wzrok. Pomimo tego kontynuował studia prawnicze i w czasie II wojny światowej był dyrektorem sądu krajowego w Berlinie.
Zmarł 29 listopada 1946 roku w Berlinie.

## Odznaczenia
- Pour le Mérite – 21 lipca 1916
- Królewski Order Rodu Hohenzollernów z mieczami – 1916
- Order Wojskowy Świętego Henryka
- Saski Ernestyński Order Domowy z mieczami
- Krzyż Żelazny I Klasy
- Krzyż Żelazny II Klasy – 27 stycznia 1915
- Wojenny Krzyż Zasługi II Klasy (Brunszwik)
- Ogólny Medal Zasługi (Hesja)